# STAY TUNE
「STAY TUNE」（ステイ・チューン）は、日本のロックバンド・Suchmosの楽曲。彼らの2枚目のEP「LOVE&VICE」のリード曲として、2016年1月13日にSPACE SHOWER MUSICより発売（配信）された。Suchmosによって作詞作曲されたこの曲は、早いテンポのダンスチューンである。歌詞では、都会の酔っ払いに対する嫌悪感が描かれている。また、当楽曲は、2016年9月からHonda「VEZEL」のコマーシャルソングに使用された。また、スタジオ・アルバム「THE KIDS」にも収録された。

## 背景
「STAY TUNE」は、Suchmosの2枚目のEP「LOVE&VICE」のリード曲として発売された。YONCEによれば、同EPでは、ロックやブラック・ミュージック愛といった様々なバリエーションを見せているが、「STAY TUNE」にその幅を集約させたことで、結果的に同アルバムを総括するような曲になった。
元々は2015年4月に、J-WAVEの『GOLD RUSH』から番組のジングル用に依頼されて制作した30秒ほどの曲だった。そのメロディーの出来が良かったため、番組に承諾を取り付けた後に本格的に曲として制作するに至った。楽曲制作は、YONCEがHSUから「金曜夜の渋谷ってやばくない?」と話を振られたことをきっかけに始まった。金曜日の夜に都内から神奈川の家に帰る終電の中で、大勢の酔っ払いと乗り合わせる。元々バンドメンバー全員が飲み会が好きではなく、気の知れた仲間たちとまったり飲むのを好んでいる為、泥酔して電車に乗り遅れたり、嘔吐している人たちを快く思っていなかった。酔っぱらって帰れなくなった人々を眺めていて、「要はあれってゾンビなんだよね」という話にたどり着き、それをテーマにYONCEとHSUが歌詞を書いた。2人が最初からテーマを決めて作詞するのは今回が初めてだった。歌詞には都会の酔っ払いへの敵視、「そんなことやってる奴らと気なんか合わないんですけど」といううんざり感、神奈川県茅ヶ崎市出身のYONCEの都会への皮肉が込められている。タイトルはラジオ用語の「チャンネルはそのままで」の意味で、「Suchmosというバンドにこれからも注目し続けて欲しい」という意図が込められている。
楽曲の元となったジングルには、番組側からNGを出されてお蔵入りとなったバージョンが存在する。お蔵入りとなった理由は、歌詞の中に入っている番組名が「GOLDEN RUSH」と間違っていた為である。そのお蔵入りとなった音源はYONCEがゲスト出演した2017年2月24日放送の『GOLD RUSH』内で公開された。
この曲が時間をかけてヒットをしたことについてYONCEは、曲に自信は持っていたが、驚いたと語っている。また、HSUはこの曲は様々な工夫を施した曲だったが、サビ前の歌詞などが注目されたことは意外だったと告白している。なお、歌詞中に出てくる「M」についてマゾヒズムかマクドナルドかという憶測がなされていたが、作詞者のHSUは、「そのどちらでもない」と語っている。

## チャート成績
2016年2月8日付けのBillboard Japan Hot 100で初登場18位。同年9月からコマーシャルソングとして起用されたことをきっかけにインターネット上で話題になり、セールス数や動画再生数でポイントを伸ばし、2016年12月19日付けで19位を記録し、再びトップ20に返り咲いた。2枚目のスタジオ・アルバム「THE KIDS」の宣伝活動でのメディア露出増大の影響でダウンロード、ストリーミング、Twitterのポイントを伸ばし、2017年1月16日付けのチャートで10位を記録。

## 批評家の反応
音楽プロデューサーのいしわたり淳治は、音楽バラエティ番組『関ジャム 完全燃SHOW』で行われた企画「2016年名曲ベスト10」の4位に、この曲を選出した。いしわたりは、「アーバンでオシャレな楽曲でこのブレイクはお洒落への憧れが音楽にも及んだ」とコメントした。

## ミュージック・ビデオ
2016年1月7日に公開。過去のSuchmosの「YMM」「GIRL feat.呂布」のミュージック・ビデオを手掛けたKento Yamadaが監督を務めた。ミュージック・ビデオの冒頭1、2分間の場面は、J-WAVEが入居する六本木ヒルズ森タワーの33階で撮影された。HSUによるとミュージック・ビデオのイメージが先にあり、J-WAVEが浮かんだ。YONCEによれば、そこでの撮影は準備に2時間、撮影に1時間かかった。カラフルな照明は、画像処理ではなく、フロア中の何百個という蛍光灯に一つずつフィルムを張り付けたものである。演奏シーンはバラエティ番組『タモリ倶楽部』で使用されたこともあるスタジオで撮影され、「ドアノブのある宇宙空間」がテーマ。音楽雑誌『ミュージック・マガジン』の二木信は、このシーンはジャミロクワイの「ヴァーチャル・インサニティ」のオマージュだと指摘している。港のシーンは、12月の夜の大黒ふ頭で撮影された。

## 受容
SNS上では、「STAY TUNE」の歌詞「〜もうGood Night」を使った投稿が見られた。気に食わない人や物、ダサいと思う現象などに対して侮蔑の意を告げるべく「もうGood Night」を付けてディスるというネタのようなものである。

## チャート
| チャート（2016年）          | 最高 順位 |
| --------------------------- | --------- |
| Billboard Japan Hot 100     | 10        |
| Billboard Japan Radio Songs | 2         |

| チャート                    | 最高 順位 |
| --------------------------- | --------- |
| Billboard Japan Radio Songs | 14        |

## カバー
| アーティスト     | 収録作品（初出のみ）                       | 発売日        | 規格                 | 品番    | 備考   |
| ---------------- | ------------------------------------------ | ------------- | -------------------- | ------- | ------ |
| Tokimeki Records | STAY TUNE (feat. ひかり)                   | 2021年12月1日 | デジタルダウンロード | -       |        |
| Tokimeki Records | STAY TUNE / Midnight Pretenders (45s Edit) | 2022年7月6日  | 7"シングルレコード   | KMKN104 | 限定盤 |